# Primera División Femenina de El Salvador
La Primera División Femenil de El Salvador, es la principal liga de fútbol profesional para mujeres en dicho país. Está regulada por la Federación Salvadoreña de Fútbol (FESFUT) e integrada por los representativos femeniles de los 12 que conforman la Liga Pepsi.

## Origen
La Primera División Femenina de El Salvador surgió en el año 2016 como una iniciativa de la Federación Salvadoreña de Fútbol (Fesfut) para fortalecer el fútbol femenino. A partir de la temporada 2019-2020, la Fesfut deja a cargo del torneo a la Primera División de Fútbol y sus equipos, como parte de los requisitos para la Licencia de Clubes Doméstica, comienzan a implementar los equipos femeninos y ellos participarán de la liga.
En su comienzo, el certamen era para futbolistas menores de 23 años, con el tiempo, se incorporó un torneo para futbolistas menores de 17 años. Fueron siete torneos en la categoría mayor y cinco en categoría Sub-17, bajo la tutela de la Fesfut. En la categoría Sub-17, los cinco torneos fueron ganador por AD Legend's.
A partir del Apertura 2019, el torneo se realiza bajo las reglas de la Primera División de Fútbol y organizado por FESFUT.

## Equipos participantes

### Temporada 2023-24
| Equipo           | Ciudad               | Departamento |
| ---------------- | -------------------- | ------------ |
| Águila           | San Miguel           | San Miguel   |
| Alianza Women    | San Salvador         | San Salvador |
| F.San Francisco  | San Francisco Gotera | Morazán      |
| Municipal Limeño | Santa Rosa de Lima   | La Unión     |
| FAS              | Santa Ana            | Santa Ana    |
| Isidro Metapán   | Metapán              | Santa Ana    |
| Jocoro           | Jocoro               | Morazán      |
| Luis Ángel Firpo | Usulután             | Usulután     |
| Platense FC      | Zacatecoluca         | La Paz       |
| 11 Deportivo     | Ahuachapán           | Ahuachapán   |
| Santa Tecla      | Santa Tecla          | La Libertad  |
| CD Dragón        | San Miguel           | San Miguel   |

## Historial
| Año                                | N.º                                | Campeón                                                          | Resultado final                                                  | Subcampeón                                                       | Datos                                                            |
| Organizado por la primera división | Organizado por la primera división | Organizado por la primera división                               | Organizado por la primera división                               | Organizado por la primera división                               | Organizado por la primera división                               |
| ---------------------------------- | ---------------------------------- | ---------------------------------------------------------------- | ---------------------------------------------------------------- | ---------------------------------------------------------------- | ---------------------------------------------------------------- |
| Cl. 2016                           | 1°                                 | Opico (1) La Libertad                                            | 4 - 1                                                            | Legends (1) San Salvador                                         | Primera edición de la liga femenina.                             |
| Ap. 2016                           | 2°                                 | Legends (1) San Salvador                                         | 3 - 0                                                            | ADFA Ahuachapán (1) Ahuachapán                                   | Primer equipo en ganar el torneo de forma invicta.               |
| Cl. 2017                           | 3°                                 | Legends (2) San Salvador                                         | 3 - 1                                                            | Alianza Women (1) San Salvador                                   | Primer equipo bicampeón.                                         |
| Ap. 2017                           | 4°                                 | Alianza Women (1) San Salvador                                   | 4 - 2                                                            | Legends (2) San Salvador                                         | Segundo equipo en ganar el torneo de forma invicta.              |
| Cl. 2018                           | 5°                                 | Alianza Women (2) San Salvador                                   | 4 - 1                                                            | Legends (3) San Salvador                                         |                                                                  |
| Ap. 2018                           | 6°                                 | Alianza Women (3) San Salvador                                   | 3 - 1                                                            | IMDER (1) San Salvador                                           | Primer equipo tricampeón.                                        |
| Organizado por FESFUT              |                                    |                                                                  |                                                                  |                                                                  |                                                                  |
| Cl. 2019                           | 7°                                 | FAS (1) Santa Ana                                                | 7 - 1                                                            | Municipal Limeño (1) La Unión                                    | Mayor victoria en torneos cortos.                                |
| Ap. 2019                           | 8°                                 | Alianza Women (4) San Salvador                                   | 4 - 2                                                            | FAS (1) Santa Ana                                                |                                                                  |
| Cl. 2020                           | 9°                                 | Torneo cancelado debido a la pandemia de COVID-19 en El Salvador | Torneo cancelado debido a la pandemia de COVID-19 en El Salvador | Torneo cancelado debido a la pandemia de COVID-19 en El Salvador | Torneo cancelado debido a la pandemia de COVID-19 en El Salvador |
| Ap. 2020                           | 10°                                | Alianza Women (5) San Salvador                                   | 3 - 1                                                            | FAS (2) Santa Ana                                                |                                                                  |
| Cl. 2021                           | 11°                                | FAS (2) Santa Ana                                                | 1 - 1 (3 - 2 pen.)                                               | Alianza Women (5) San Salvador                                   |                                                                  |
| Ap. 2021                           | 12°                                | Alianza Women (6) San Salvador                                   | 1 - 1 y 3 - 2                                                    | FAS (2) Santa Ana                                                |                                                                  |
| Cl. 2022                           | 13°                                | FAS (3) Santa Ana                                                | 3 - 1 y 2 - 2                                                    | Alianza Women (6) San Salvador                                   | última final de ida y vuelta.                                    |
| Ap. 2022                           | 14°                                | Santa Tecla (1) La Libertad                                      | 3 - 2                                                            | Alianza Women (6) San Salvador                                   |                                                                  |
| Cl. 2023                           | 15°                                | Torneo cancelado por la Estampida en el estadio Cuscatlán        | Torneo cancelado por la Estampida en el estadio Cuscatlán        | Torneo cancelado por la Estampida en el estadio Cuscatlán        | Torneo cancelado por la Estampida en el estadio Cuscatlán        |
| Ap. 2023                           | 16°                                | Alianza Women (7) San Salvador                                   | 3 - 0                                                            | Águila San Miguel                                                |                                                                  |
| Cl. 2024                           | 17°                                | Alianza Women (8) San Salvador                                   | 2 - 0                                                            | AD Isidro Metapan Santa Ana                                      |                                                                  |
| Ap. 2024                           | 18°                                | Alianza Women (8) San Salvador                                   | 2 - 0                                                            | Municipal Limeño (1) La Unión                                    |                                                                  |
| Cl. 2025                           | 19°                                | Alianza Women (8) San Salvador                                   | 3 - 1                                                            | Municipal Limeño (1) La Unión                                    |                                                                  |

## Palmarés
| Club              | Títulos | Subtítulos | Años campeón                                                                                      | Años subcampeón                          |
| ----------------- | ------- | ---------- | ------------------------------------------------------------------------------------------------- | ---------------------------------------- |
| Alianza Women     | 10      | 4          | Ap. 2017, Cl. 2018, Ap. 2018, Ap. 2019, Ap. 2020, Ap. 2021, Ap. 2023, Cl.2024, Ap. 2024, Cl. 2025 | Cl. 2017, Cl. 2021, Cl. 2022 y Ap. 2022. |
| FAS               | 3       | 2          | Cl. 2019 , Cl.2021 y Cl. 2022.                                                                    | Ap. 2019 , Ap. 2020 y Ap. 2021.          |
| Legends           | 2       | 3          | Ap. 2016 y Cl. 2017.                                                                              | Cl. 2016, Ap. 2017 y Cl. 2018.           |
| Opico             | 1       | 0          | Cl. 2016.                                                                                         |                                          |
| Santa Tecla       | 1       | 0          | Ap. 2022                                                                                          |                                          |
| ADFA Ahuachapán   | 0       | 1          |                                                                                                   | Ap. 2016                                 |
| IMDER             | 0       | 1          |                                                                                                   | Ap. 2018                                 |
| Municipal Limeño  | 0       | 3          |                                                                                                   | Cl. 2019, Cl. 2025                       |
| Águila            | 0       | 1          |                                                                                                   | Ap. 2023                                 |
| AD Isidro Metapan | 0       | 1          |                                                                                                   | Cl. 2024                                 |